# District d'Udaipur
Pour les articles homonymes, voir Udaipur.
Le district d'Udaipur est l'un des 33 districts de l'état du Radjasthan en Inde, et son chef-lieu est la ville historique d'Oudaïpour. Il dépend de la région de Mewar.

## Histoire
Jusqu'à la création de ce district lors de l’indépendance de l'Inde, il faisait partie du royaume de Mewar ou Oudaipour, y compris une petite moitié de l'ancien état.
Lors de la formation du Radjasthan en 1948, le district fut créé par regroupement d'une partie des anciens districts de Girwa, de Khamnor, de Rajnagar, de Bhim, de Magra, de Kherwara et de Kumbhalgarh, ainsi que des thikanas de Nathdwara, de Kankroli, de Salumbar (à l'exclusion du tehsil de Saira), de Bhinder, de Kanor, de Bansi, de Bari Sadri, d'Amet, de Sardargarh, de Deogarh et de Gogunda.
Au cours de la décennie 1951-61, deux autres tehsils (Nathdwara et Gogunda) ont été créés.

## Géographie

### Géographie physique
Le district d'Oudaïpour s'étend sur 11,724 km2. Il se caractérise par un relief vallonné : des chaînes de collines à l'ouest et au sud, un plateau élevé au nord, contrastant avec des plaines à l'est,. La moitié occidentale du district est arrosée par la Sabarmati et ses deux affluents, le Wakal et la Sei ; le sud-est, par les rivières de Jakham, Gomti et Som.
Le district d'Oudaïpour est fermé au nord-ouest par la chaîne d'Aravalli, qui mord sur les districts de Sirohi et de Pali. Il touche au nord au district de Rajsamand ; à l'est au district de Chittorgarh et au district de Pratapgarh ; au sud, au District de Dungarpur et au sud-ouest, à l'état du Gujarat.
La ligne de partage des eaux continentale, qui se confond localement avec la chaîne d'Aravalli, traverse ce district : les eaux de surface de sa moitié nord-est ruissellent vers la baie du Bengale, celles du versant sud-ouest vers le golfe de Khambhat. 47% de la superficie du district se rattache au bassin hydrographique du Mahi, 30% au bassin du Sabarmati et 23% au bassin du Banas. Le volume moyen des précipitations du district est de 637 mm/an.

### Géographie humaine
Selon le recensement de 2011 en Inde, le district d'Oudaïpour compte 3 068 420 habitants, soit pratiquement la population de l'état d'Oman ou de l'état de l'Iowa. Cela en fait le 118e district le plus peuplé de l'Inde. Sa densité de population est ainsi de 242 hab/km2. Son taux de croissance démographique sur la décennie 2001-2011 était de 23,66%. Le sex-ratio est de 958 femmes pour 1 000 hommes, et le taux d'alphabétisation de 62,74%.
Le district d’Oudaïpour dépend principalement de l'agriculture, qui emploie 61.7 % de la population active, comme maraîchers, cultivateurs ou laboureurs.
En 2006 le conseil des panchayats a classé Oudaïpour parmi les 250 districts les plus misérables de l'Inde (qui compte 640 districts). C'est l'un des douze districts du Radjasthan subventionnés (au titre du BRGF).
Le sous-sol du district d'Oudaïpour est pourtant riche en ressources minérales, et produit à lui seul plus de métaux non-ferreux que tout le reste de l'état de Radjasthan : cuivre, plomb, zinc et argent. Hormis les métaux, on y extrait des phosphates, de l'amiante, de la craie et du marbre.